# シグナス CRS Orb-3
シグナス CRS Orb-3(英語: Cygnus CRS Orb-3)はオービタル・サイエンシズ社のシグナス無人宇宙補給機。Orbital-3やオービタル・サイエンシズCRSフライト3などとしても知られる。
2014年10月28日、ISSへの4回目の飛行、アンタレスの5回目の飛行として打ち上げられたが、打ち上げ15秒後に指令破壊により爆散した。

## 機体

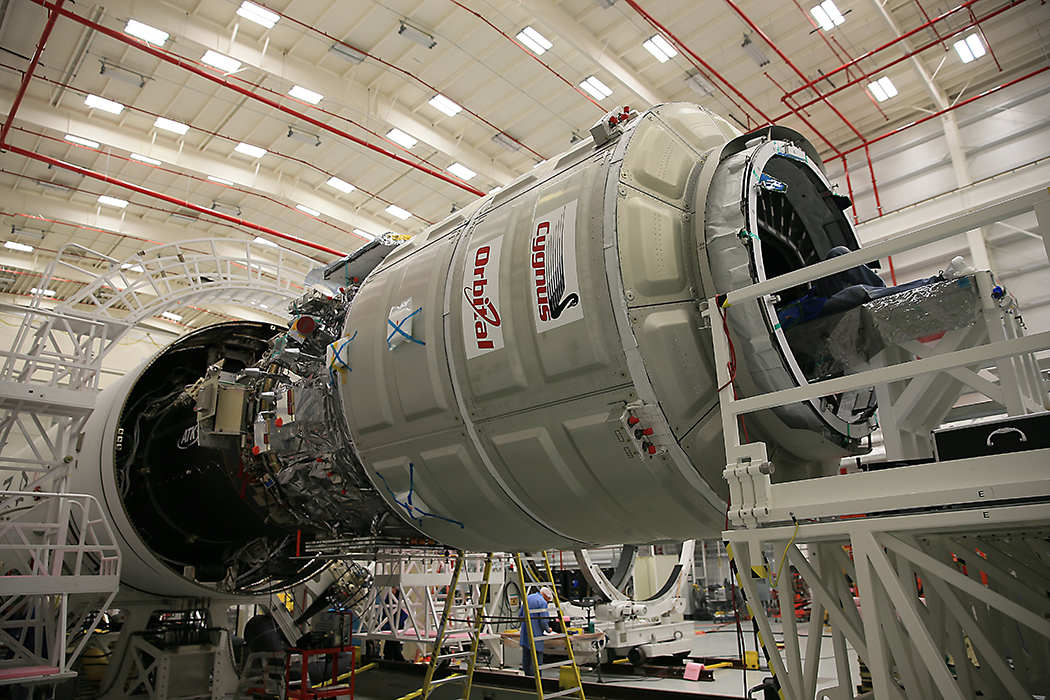
アンタレスに取り付けられるシグナス Orb-3

NASAとの商業補給サービス契約下で打ち上げられる8機の輸送機のうち3機目であった。第2段により強力なキャスター30XLを採用したアンタレス130型の初飛行であり、標準大のシグナス加圧貨物モジュールの最終飛行であった。
オービタル・サイエンシズの慣例として、1993年に亡くなったマーキュリーセブンの宇宙飛行士のドナルド・スレイトンに因んで"SS Deke Slayton"と名付けられた。

## 運用
打ち上げは2014年10月27日22時45分(UTC)にワロップス島のワロップス飛行施設中部大西洋地域宇宙基地 LP-0A で予定されており、11月2日の早朝にISSと会合することが予定されていた。これはアンタレスにとってもシグナスにとっても初の夜間打ち上げであった。打ち上げは打ち上げ前の立ち入り禁止区域へのヨットの進入によって安全への懸念から延期された。24時間の打ち上げ延期が行われ、打ち上げは2014年10月28日の22時22分38秒(UTC)に再設定された。
2014年10月28日にアンタレスの打ち上げが実行された。しかし、打ち上げ15秒後、1段目の推進装置に障害が発生し、機体は推力を失い発射台へ戻り始めた。地面に到達する前に、射場安全管理のためワロップス射場管理センターの指令によって作動した飛行停止装置（自爆装置）によって破壊された。
爆発は30km以上離れたメリーランド州ポクーモクでも感じられた。火災はすばやく封じ込められ、一晩の間燃え続けた。当初の報告では、発射前と発射シークエンス、飛行のいずれも打ち上げ失敗の瞬間までテレメトリデータには異常が見つからなかった。
報道発表によると、NASAは打ち上げ前に既知の問題は存在せず、死傷者はなかったもののペイロードは全損し発射台が重大な損傷を受けたと述べた。しかし、10月29日の調査では修理が必要であるものの発射台と射場燃料タンクには重大なダメージが見つからなかったとされた。
2014年10月29日、研究チームは墜落現場で残骸の調査を始めた。

## 載貨
Orb-3は、打ち上げ直前に決められたものも含めさまざまなNASA製造の貨物を搭載しており、ISSのための2,300 kgの補給品と装置類を搭載していた。加えてArkyd-3衛星がISSへ輸送される予定であった。

### Flock-1d
プラネット・ラボは26機の小型地球観測衛星群のFlock-1dを打ち上げる予定であった。事故後、プラネット・ラボはこれによって衛星群による多くの衛星を使った宇宙への取り組みの進展を後退させることはないと述べた。

### Arkyd-3
Arkyd-3は3Uのプラネタリー・リソーシズ(PRI)社のキューブサット技術試験衛星。
PRIは自社製のより大型の望遠用衛星Arkyd-100衛星を基としたさまざまな衛星技術を、サブスケールの小型衛星の初期型試験機として「費用対効果の高い衛星」に組み上げ、Arkyd-3またはA-3と名づけた。Arkyd-3は10×10×30cmの筐体をもつ3Uキューブサットとして組み上げられた。PRIはArkyd-3をISSのきぼうのエアロックから放出する計画をたて、ISSまでの輸送についてナノラックス社と契約した。
試験するサブシステムはアビオニクス、恒星追跡器に加えセンサーやアクチュエータなどの高度制御系、今後の探鉱用のArkyd系衛星の近接飛行を可能にする統合型推進系などであった。Arkyd-3は惑星資源衛星技術の妥当性確認と向上に向けた短期的試みとして、2015年のArkyd-100の打ち上げと飛行試験より前の2014年10月に打ち上げが計画された。

### 他のペイロード
学生宇宙飛行実験プログラムの一部として結晶形成、種子発芽、植物成長、他の微小重力下のプロセスなどの調査のために学生が設計した装置18機が搭載されていた。
またArduLabによるの最初のオープンソース利用の学生装置が積まれていた。
また、RACEおよびGOMX-2の2機のアマチュアラジオ小型衛星も搭載されていた。GOMX-2は2つのペイロードであり、ひとつのペイロードはシンガポール国立大学量子情報研究所の設計した小型陽子もつれ量子システムのための草分け的な実験装置で、もうひとつは空力抵抗を増加させることで小型衛星を軌道から取り除くセイルブレーキ実験装置であった。

### 計画
総重量: 2,215 kg
- 科学研究品: 727.0 kg
  - 米国分:  569.0 kg
  - 他国分: 158.0 kg
- 補給品: 748 kg
  - 装置類: 124.0 kg
  - 食品: 617.0 kg
  - 飛行手順書: 7.0 kg
- 機体装置類: 637.0 kg
  - 米国の装置類: 605.7 kg
  - JAXAの装置類: 30.0 kg
- 船外活動用品: 66.0 kg
- コンピューター用品: 37.0 kg
  - コマンド・データ操作装置: 34 kg
  - 写真/映像装置: 3.0 kg

梱包材料などを含めた重量: 2,294 kg

## 事故後
幾つかの先行予備調査によって、オービタル社はOrb-3の打ち上げ失敗原因はロシア製のNK-33エンジンを改装したエアロジェット・ロケットダイン製AJ-26エンジンのターボポンプの故障であると推定した。NASAの事故調査報告は2015年10月に公表された。
オービタル社はNASAから委託された商業補給サービスの責務を果たすため、アンタレス用の代替エンジンが選定・試験されるまでの間、2015年中にアトラスVを用いて最低1機の追加のシグナス輸送機打ち上げを計画している。オービタル社は事故前からAJ-26の代替用エンジンの評価と見直しを行っていた。オービタル社はアンタレスのAJ-26をエネルゴマシュのRD-181に置き換えると公式に発表した。ロシアもソユーズ-2で使われていたNK-33の代替として同系統のRD-193を利用している。再設計型アンタレスの飛行再開は2016年に予定されている。
2015年1月の時点でワロップス飛行施設は修理が継続しており、その後2015年9月末に修理が完了している。

## 関連画像

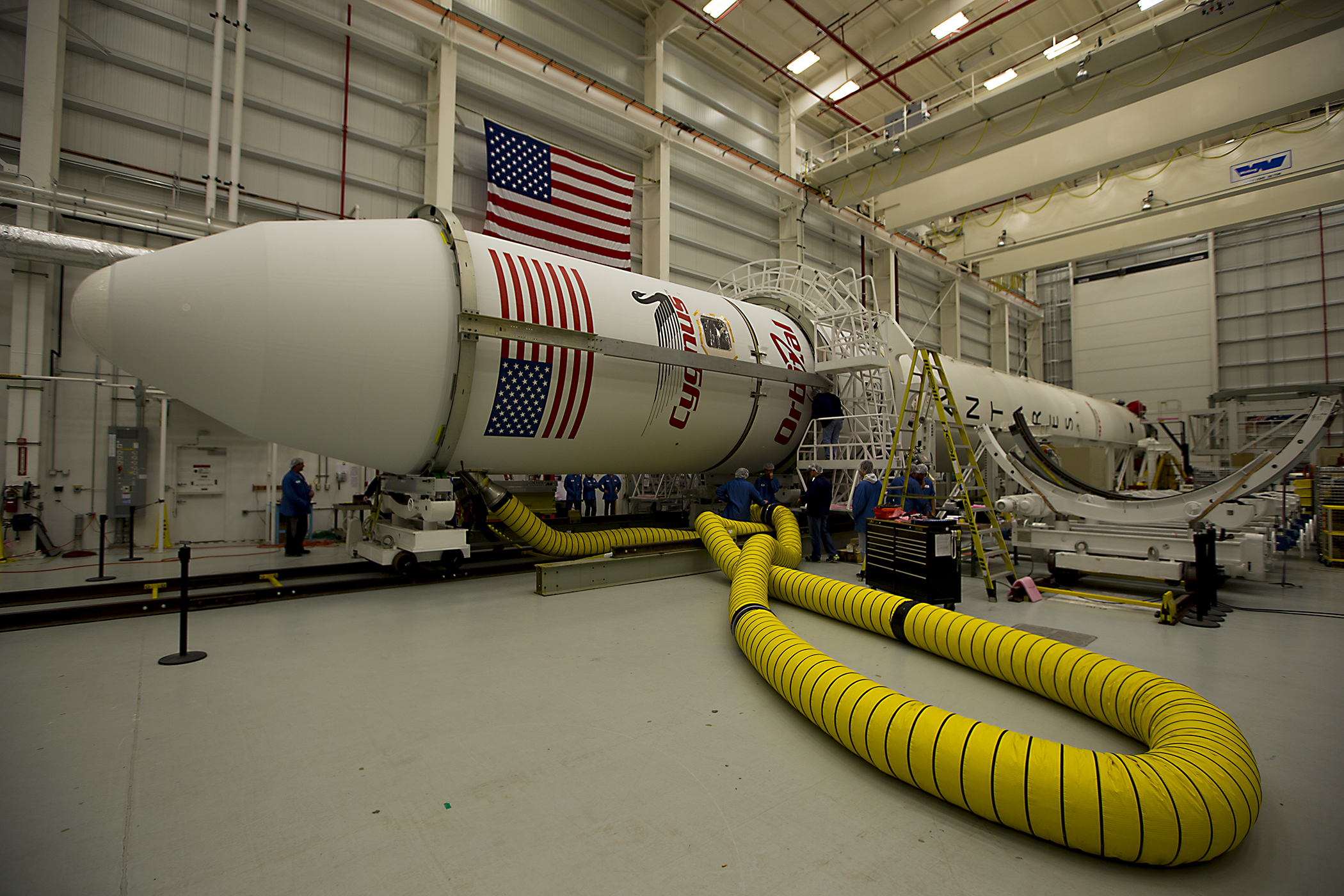
ペイロードフェアリングとロケットの接続
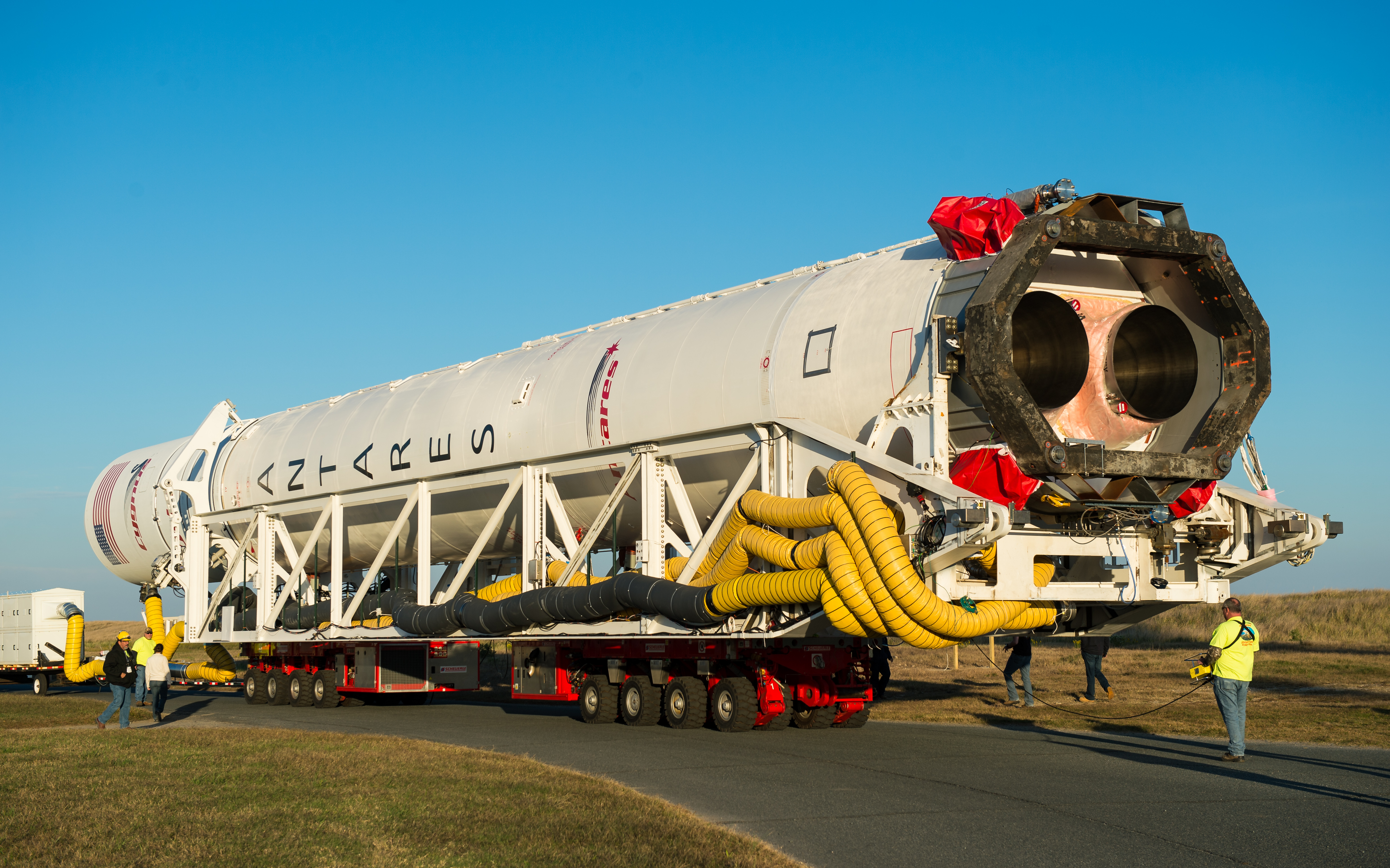
打ち上げ台への展開
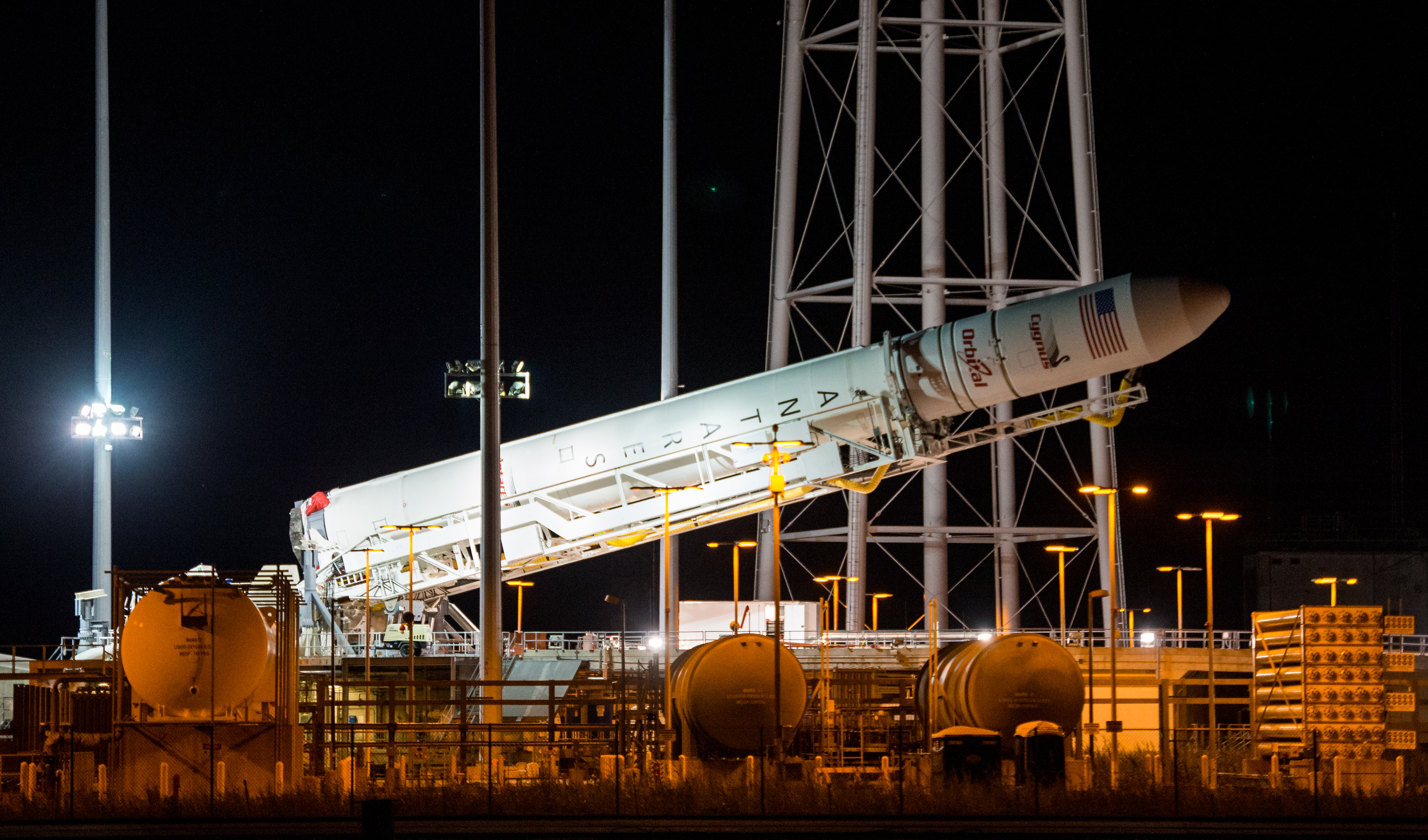
立ち上げられるアンタレス
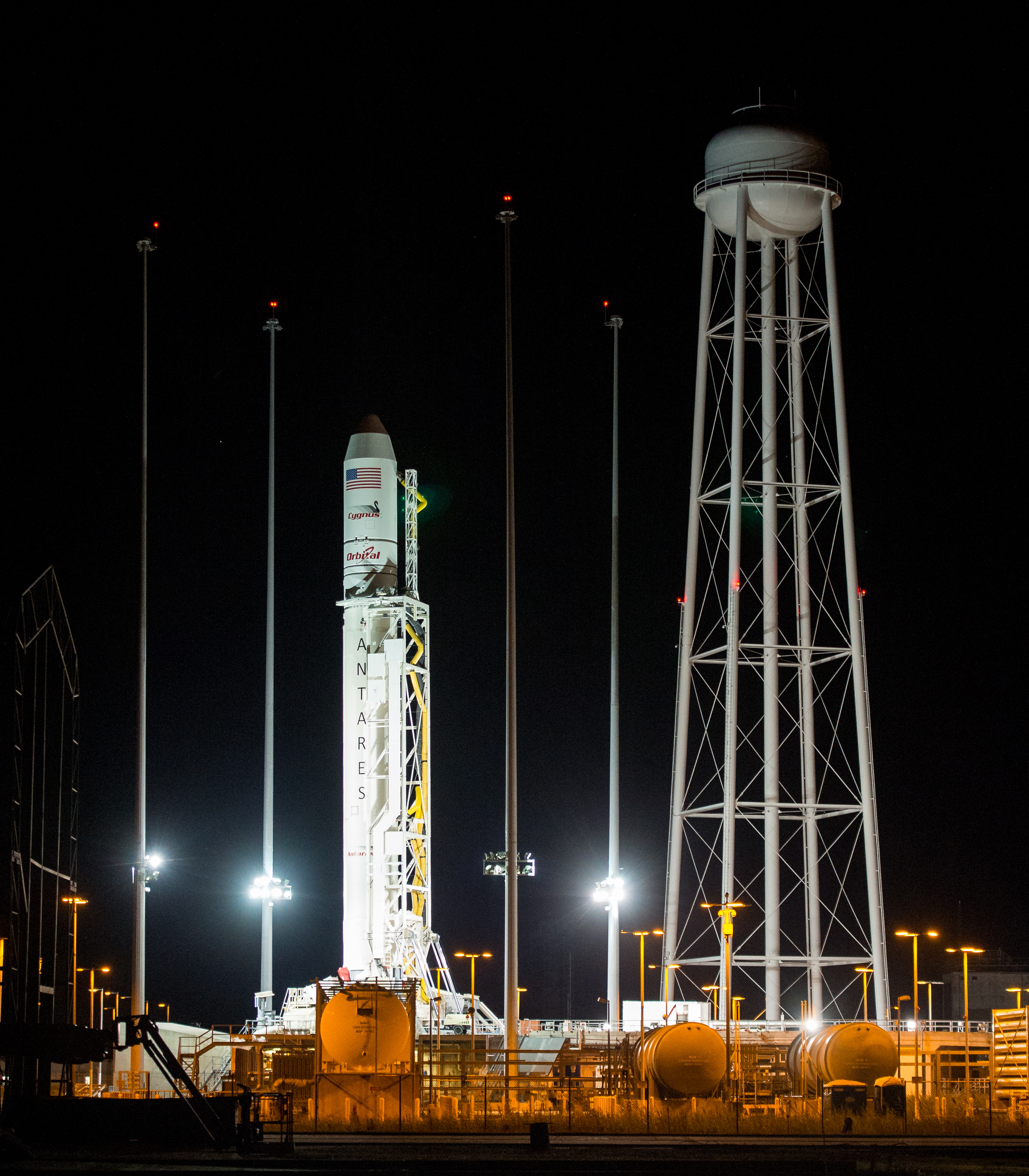
発射台上のアンタレス
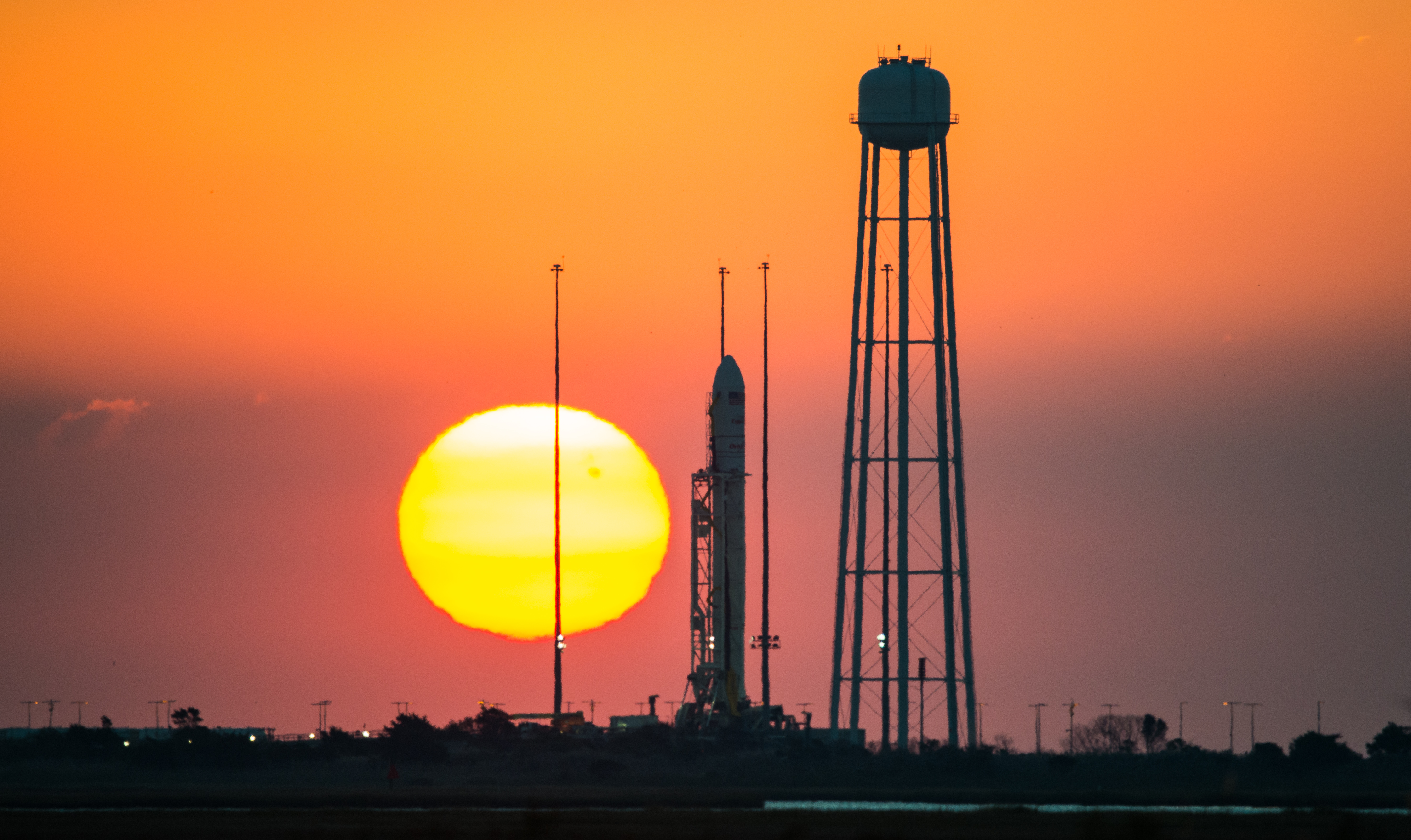
打ち上げ日の日の出とともに
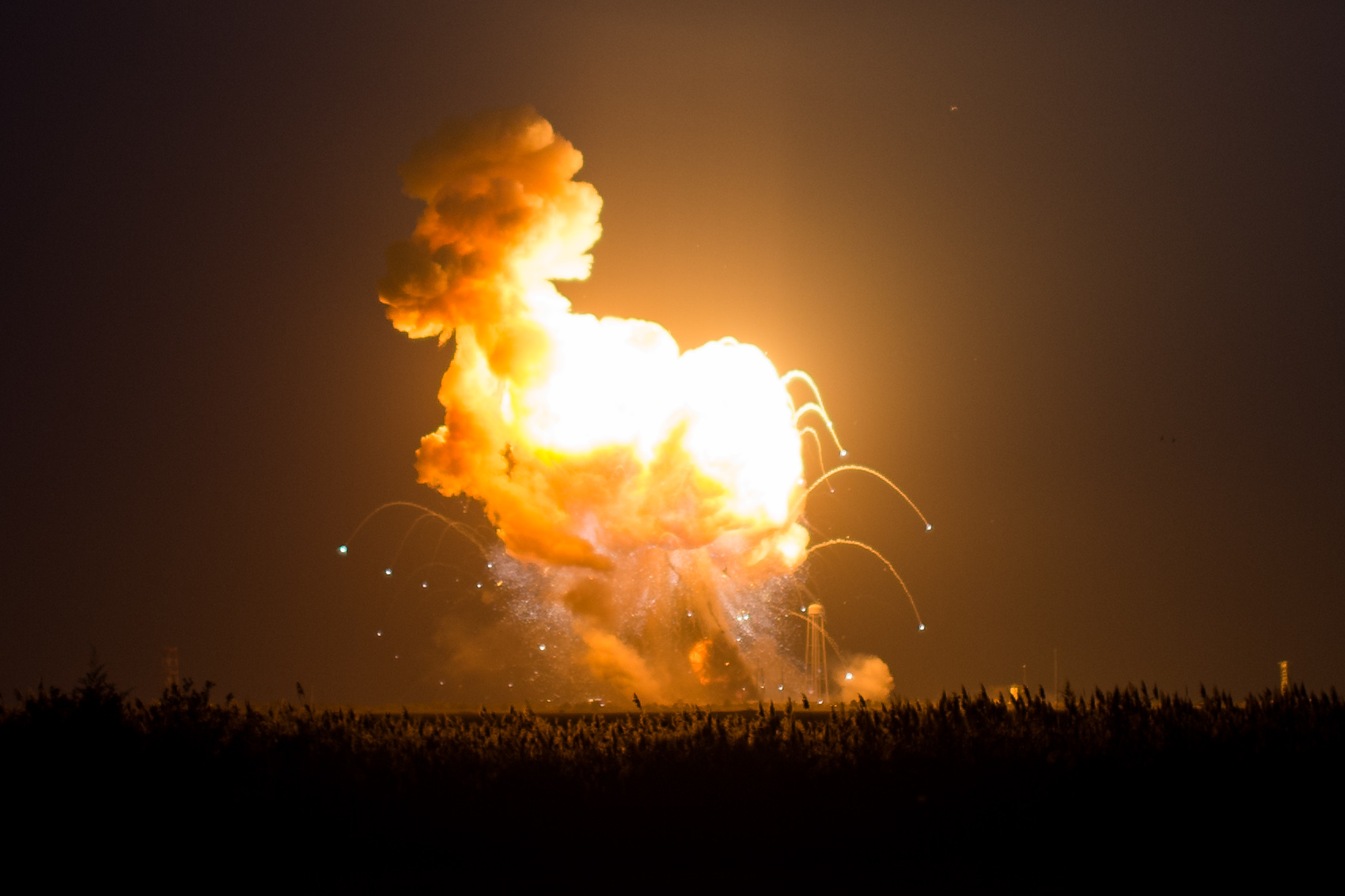
破壊後の爆発
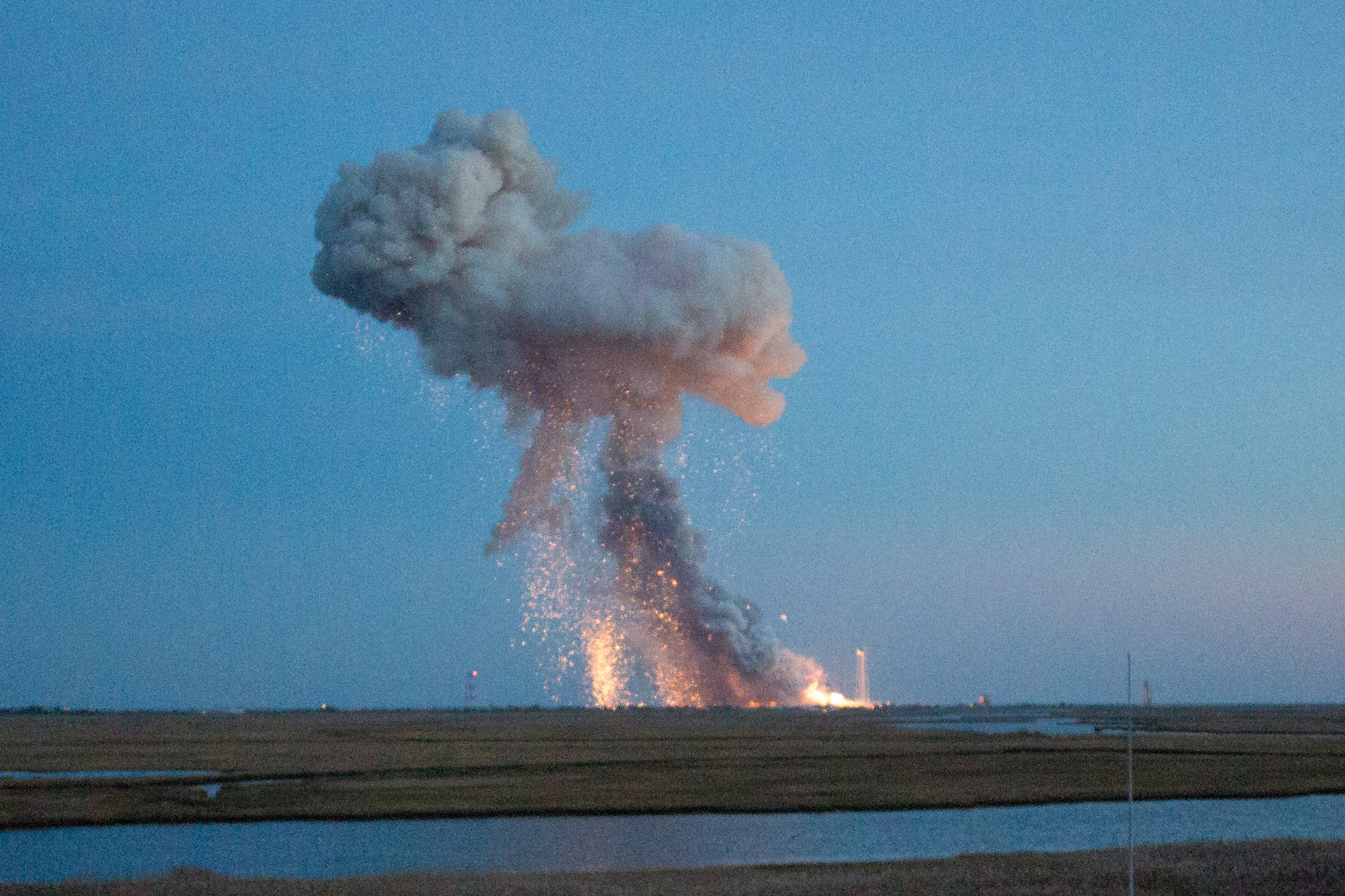
爆発後
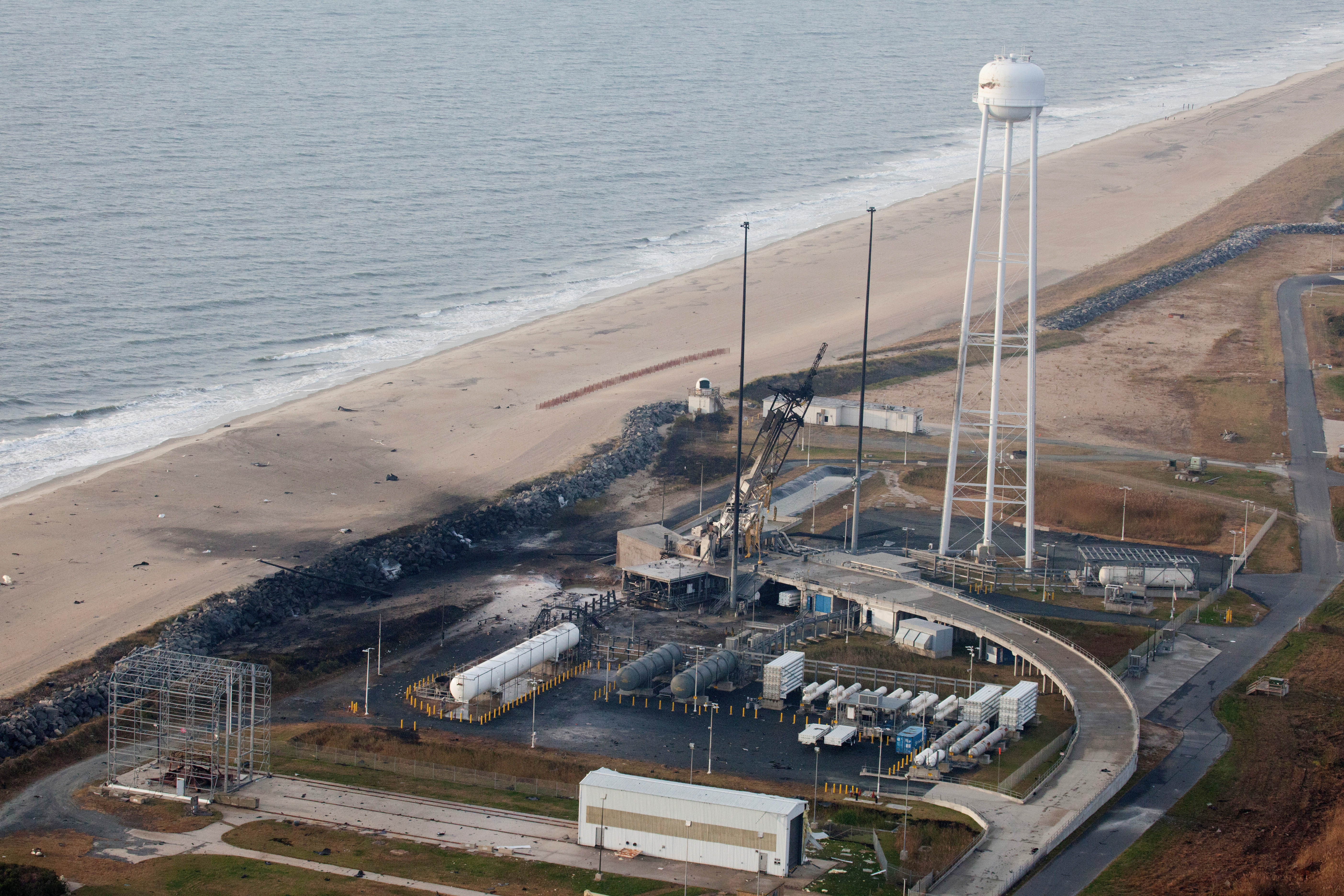
損傷した地上施設

## 註